# Округ Вудраф (Арканзас)
Округ Вудраф (енгл. Woodruff County) је округ у америчкој савезној држави Арканзас. По попису из 2010. године број становника је 7.260. Седиште округа је град Augusta.

## Демографија
Према попису становништва из 2010. у округу је живело 7.260 становника, што је 1.481 (16,9%) становника мање него 2000. године.
| Група             | 2000.         | 2010.         |
| Белци             | 5.899 (67,5%) | 5.041 (69,4%) |
| Афроамериканци    | 2.688 (30,8%) | 1.994 (27,5%) |
| Азијати           | 6 (0,1%)      | 15 (0,2%)     |
| Хиспаноамериканци | 69 (0,8%)     | 87 (1,2%)     |
| Укупно            | 8.741         | 7.260         |